# Formazioni di 1. Bundesliga tedesca di pallavolo femminile 2013-2014
Formazioni delle squadre di pallavolo partecipanti alla stagione 2013-2014 del campionato di 1. Bundesliga tedesca.

## Turnverein Fischbek von 1921
| N° | Nome               | Ruolo | Data di nascita  | Nazionalità sportiva |
| -- | ------------------ | ----- | ---------------- | -------------------- |
| -  | Helmut von Soosten | All   | 29 marzo 1964    | Germania             |
| 1  | Izabela Śliwa      | L     | 11 dicembre 1990 | Polonia              |
| 3  | Eva Michalski      | C     | 15 dicembre 1989 | Germania             |
| 4  | Jovana Gogić       | P     | 31 marzo 1993    | Serbia               |
| 5  | Anika Brinkmann    | S     | 4 agosto 1986    | Germania             |
| 7  | Nina Braack        | S/O   | 5 luglio 1993    | Germania             |
| 8  | Sarah Ammerman     | S     | 7 ottobre 1987   | Stati Uniti          |
| 9  | Alyssa Valentine   | P     | 11 giugno 1990   | Stati Uniti          |
| 10 | Riikka Tiilikainen | S     | 9 ottobre 1990   | Finlandia            |
| 11 | Flore Gravesteijn  | S     | 26 aprile 1987   | Paesi Bassi          |
| 12 | Moana Behrens      | L     | 2 febbraio 1995  | Germania             |
| 13 | Imke Wedekind      | C     | 23 giugno 1984   | Germania             |
| 14 | Sarah Wolnizki     | P     | 15 ottobre 1986  | Germania             |
| 15 | Jennifer Pettke    | C     | 29 maggio 1989   | Germania             |

## Post-Telekom-Sportverein 1925 Aachen
| N° | Nome                  | Ruolo | Data di nascita  | Nazionalità sportiva |
| -- | --------------------- | ----- | ---------------- | -------------------- |
| -  | Marek Rojko           | All   | 29 luglio 1977   | Slovacchia           |
| 1  | Tatiana Crkoňová      | C     | 7 gennaio 1992   | Slovacchia           |
| 2  | Femke Stoltenborg     | P     | 30 luglio 1991   | Paesi Bassi          |
| 3  | Aïda Rejzovic         | C     | 14 dicembre 1987 | Svezia               |
| 4  | Yvon Beliën           | C     | 28 dicembre 1993 | Paesi Bassi          |
| 8  | Jordanne Scott        | S     | 2 ottobre 1990   | Stati Uniti          |
| 9  | Romana Staňková       | S/O   | 13 aprile 1991   | Rep. Ceca            |
| 11 | Elina Salomäki        | S     | 19 ottobre 1981  | Finlandia            |
| 13 | Karolína Bednářová    | S     | 20 luglio 1986   | Rep. Ceca            |
| 14 | Dominika Valachová    | L     | 4 giugno 1986    | Slovacchia           |
| 15 | Ron Ponte             | P     | 14 luglio 1988   | Israele              |
| 17 | Laura Weihenmaier     | S/O   | 4 aprile 1991    | Germania             |
| 18 | Julia van den Berghen | L     | 12 ottobre 1995  | Germania             |

## Köpenicker Sport Club
| N° | Nome               | Ruolo | Data di nascita   | Nazionalità sportiva |
| -- | ------------------ | ----- | ----------------- | -------------------- |
| -  | Benedikt Frank     | All   | 28 settembre 1980 | Germania             |
| 1  | Susanne Besa       | S/O   | 29 luglio 1994    | Germania             |
| 3  | Saskia Radzuweit   | S/O   | 12 maggio 1991    | Germania             |
| 4  | Patricia Grohmann  | S     | 27 gennaio 1990   | Germania             |
| 5  | Shani Peham        | P     | 3 marzo 1993      | Israele              |
| 6  | Ashley Frazier     | S     | 15 dicembre 1989  | Stati Uniti          |
| 7  | Jessica Göpner     | L     | 11 dicembre 1990  | Germania             |
| 8  | Ann-Marie Knauf    | P     | 20 novembre 1992  | Germania             |
| 9  | Julia Hero         | S     | 20 ottobre 1991   | Germania             |
| 10 | Shannon Hawari     | C     | 30 ottobre 1989   | Stati Uniti          |
| 11 | Florentina Büttner | S     | 7 settembre 1988  | Germania             |
| 12 | Hanne Aas          | C     | 29 febbraio 1988  | Norvegia             |
| 17 | Pia Riedel         | S     | 9 settembre 1990  | Germania             |

## Dresdner Sportclub 1898
| N° | Nome                 | Ruolo | Data di nascita  | Nazionalità sportiva |
| -- | -------------------- | ----- | ---------------- | -------------------- |
| -  | Alexander Waibl      | All   | 20 marzo 1968    | Germania             |
| 2  | Mareen Apitz         | P     | 26 marzo 1987    | Germania             |
| 3  | Kryscina Michajlenka | O     | 26 marzo 1992    | Bielorussia          |
| 4  | Stefanie Karg        | C     | 22 ottobre 1986  | Germania             |
| 6  | Jaroslava Pencová    | C     | 24 giugno 1990   | Slovacchia           |
| 8  | Rebecca Perry        | S     | 29 dicembre 1988 | Stati Uniti          |
| 9  | Myrthe Schoot        | S     | 29 agosto 1988   | Paesi Bassi          |
| 10 | Corina Ssuschke      | C     | 9 maggio 1983    | Germania             |
| 11 | Elies Goos           | P     | 13 gennaio 1989  | Belgio               |
| 12 | Juliane Langgemach   | C     | 6 novembre 1994  | Germania             |
| 13 | Lisa Izquierdo       | S     | 29 agosto 1994   | Germania             |
| 14 | Lisa Stock           | L     | 6 giugno 1994    | Germania             |
| 16 | Katharina Schwabe    | S     | 29 aprile 1993   | Germania             |
| 18 | Shanice Marcelle     | S     | 25 maggio 1990   | Canada               |

## Unabhängiger Sportclub Münster
| N° | Nome               | Ruolo | Data di nascita   | Nazionalità sportiva |
| -- | ------------------ | ----- | ----------------- | -------------------- |
| -  | Axel Büring        | All   | 12 luglio 1967    | Germania             |
| 2  | Irina Kemmsies     | P     | 14 maggio 1996    | Germania             |
| 3  | Nadja Schaus       | S/O   | 8 novembre 1984   | Germania             |
| 4  | Tess von Piekartz  | P     | 24 luglio 1992    | Paesi Bassi          |
| 5  | Louisa Lippmann    | S     | 23 settembre 1994 | Germania             |
| 6  | Sina Fuchs         | S     | 28 settembre 1992 | Germania             |
| 7  | Sarah Petrausch    | S/O   | 31 luglio 1990    | Germania             |
| 9  | Alisha Ossowski    | S     | 26 marzo 1995     | Germania             |
| 10 | Ashley Benson      | C     | 20 febbraio 1989  | Stati Uniti          |
| 12 | Wiebke Silge       | C     | 16 luglio 1996    | Germania             |
| 14 | Linda Dörendahl    | L     | 20 luglio 1984    | Germania             |
| 16 | Julia Schäfer      | S/O   | 3 luglio 1996     | Germania             |
| 17 | Ines Bathen        | S     | 27 agosto 1990    | Germania             |
| 18 | Leonie Schwertmann | C     | 12 febbraio 1994  | Germania             |

## Sportclub Potsdam
| N° | Nome                     | Ruolo | Data di nascita   | Nazionalità sportiva |
| -- | ------------------------ | ----- | ----------------- | -------------------- |
| -  | Alberto Salomoni         | All   | 16 aprile 1966    | Italia               |
| 2  | Kathy Radzuweit          | C     | 2 marzo 1982      | Germania             |
| 3  | Lisa Rühl                | L     | 22 settembre 1989 | Germania             |
| 4  | Nikol Sajdová            | C     | 20 luglio 1988    | Rep. Ceca            |
| 5  | Lucía Fresco             | S/O   | 14 maggio 1991    | Argentina            |
| 7  | Elisa Muri               | P     | 10 giugno 1984    | Italia               |
| 8  | Nikolina Jelić           | S     | 9 novembre 1991   | Croazia              |
| 9  | Lisa Gründing            | S     | 2 dicembre 1991   | Germania             |
| 10 | Doreen Engel             | P     | 8 febbraio 1982   | Germania             |
| 11 | Sophie Dreblow           | L     | 9 luglio 1988     | Germania             |
| 12 | Josephine Dörfler        | S/O   | 9 luglio 1987     | Germania             |
| 14 | Bernarda Ćutuk           | C     | 22 dicembre 1990  | Croazia              |
| 15 | Brittney Page            | S/O   | 4 febbraio 1984   | Canada               |
| 16 | Nikola Radosová          | S     | 3 maggio 1992     | Slovacchia           |
| 17 | Marie-Pier Murray-Méthot | S/O   | 23 marzo 1986     | Canada               |
| 18 | Jessica Rivero           | S     | 15 marzo 1995     | Spagna               |

## Schweriner Sportclub
| N° | Nome                | Ruolo | Data di nascita   | Nazionalità sportiva |
| -- | ------------------- | ----- | ----------------- | -------------------- |
| -  | Felix Koslowski     | All   | 18 marzo 1984     | Germania             |
| 1  | Lousiane Penha      | S     | 30 luglio 1985    | Brasile              |
| 2  | Tanja Joachim       | P     | 29 ottobre 1992   | Germania             |
| 3  | Laura Pihlajamäki   | C     | 15 agosto 1990    | Finlandia            |
| 4  | Pauliina Vilponen   | S     | 20 febbraio 1992  | Finlandia            |
| 5  | Saskia Hippe        | O     | 16 gennaio 1991   | Germania             |
| 6  | Lisa Stein          | S     | 12 gennaio 1994   | Germania             |
| 7  | Denise Imoudu       | P     | 14 dicembre 1995  | Germania             |
| 8  | Jana Franziska Poll | S     | 7 maggio 1988     | Germania             |
| 9  | Carina Aulenbrock   | S/O   | 22 settembre 1994 | Germania             |
| 10 | Danica Radenković   | P     | 9 ottobre 1992    | Serbia               |
| 11 | Ivana Isailović     | C     | 1º gennaio 1986   | Serbia               |
| 12 | Anja Brandt         | C     | 15 febbraio 1990  | Germania             |
| 13 | Janine Völker       | L     | 19 settembre 1991 | Germania             |
| 14 | Laetitia Bassoko    | S     | 9 ottobre 1993    | Camerun              |
| 15 | Madleen Piest       | S/O   | 15 giugno 1995    | Germania             |
| 16 | Lene Scheuschner    | S     | 12 luglio 1996    | Germania             |
| 17 | Veronika Hrončeková | C     | 2 gennaio 1990    | Slovacchia           |
| 18 | Tatyana Mudritskaya | O     | 17 gennaio 1985   | Kazakistan           |

## Volleyball Club Stuttgart
| N° | Nome                   | Ruolo | Data di nascita   | Nazionalità sportiva |
| -- | ---------------------- | ----- | ----------------- | -------------------- |
| -  | Guillermo Hernández    | All   | 18 giugno 1977    | Cuba                 |
| 2  | Pia Weiand             | P     | 24 novembre 1992  | Germania             |
| 3  | Michela de Casia       | S     | 3 luglio 1977     | Brasile              |
| 4  | Deborah van Daelen     | S/O   | 24 marzo 1989     | Paesi Bassi          |
| 5  | Rebecca Pavan          | C     | 17 aprile 1990    | Canada               |
| 6  | Lena Gschwendtner      | L     | 3 ottobre 1992    | Germania             |
| 7  | Lindsay Stalzer        | S     | 25 luglio 1984    | Stati Uniti          |
| 9  | Franziska Bremer       | C     | 27 giugno 1985    | Germania             |
| 11 | Lauriane Truchetet     | P     | 7 aprile 1984     | Francia              |
| 13 | Tatjana Zautys         | S     | 4 maggio 1980     | Germania             |
| 15 | Megan Cyr              | P     | 1º giugno 1990    | Canada               |
| 16 | Alessandra Jovy-Heuser | C     | 22 settembre 1991 | Germania             |
| 17 | Svenja Engelhardt      | S     | 20 aprile 1988    | Germania             |
| 18 | Evelyn Lourenço        | L     | 6 febbraio 1981   | Brasile              |

## Verein für Bewegungsspiele 91 Suhl
| N° | Nome               | Ruolo | Data di nascita   | Nazionalità sportiva |
| -- | ------------------ | ----- | ----------------- | -------------------- |
| -  | Sebastian Leipold  | All   | 31 agosto 1983    | Germania             |
| 2  | Mareike Hindriksen | P     | 14 novembre 1987  | Germania             |
| 3  | Karen Lißon        | P     | 9 luglio 1991     | Germania             |
| 5  | Bianca Rowland     | C     | 5 settembre 1990  | Stati Uniti          |
| 6  | Vendula Měrková    | S/O   | 3 marzo 1988      | Rep. Ceca            |
| 7  | Martina Útlá       | S     | 17 luglio 1985    | Rep. Ceca            |
| 8  | Marisa Field       | C     | 10 luglio 1987    | Canada               |
| 10 | Nikola Nemcová     | S     | 24 aprile 1991    | Slovacchia           |
| 11 | Claudia Steger     | S     | 10 marzo 1990     | Germania             |
| 14 | Natalia Cukseeva   | S     | 22 gennaio 1990   | Germania             |
| 15 | Christina Speer    | C     | 29 giugno 1987    | Stati Uniti          |
| 18 | Stefanie Golla     | L     | 18 settembre 1985 | Germania             |

## Rote Raben Vilsbiburg
| N° | Nome              | Ruolo | Data di nascita  | Nazionalità sportiva |
| -- | ----------------- | ----- | ---------------- | -------------------- |
| -  | Jonas Kronseder   | All   | 23 ottobre 1987  | Germania             |
| 1  | Cristina Alves    | P     | 30 luglio 1982   | Brasile              |
| 2  | Dominique Lamb    | C     | 5 dicembre 1985  | Stati Uniti          |
| 4  | Michelle Bartsch  | S     | 12 febbraio 1990 | Stati Uniti          |
| 5  | Tamari Miyashiro  | L     | 8 luglio 1987    | Stati Uniti          |
| 6  | Celin Stöhr       | C     | 22 novembre 1993 | Germania             |
| 7  | Silvia Sperl      | S     | 2 ottobre 1991   | Germania             |
| 8  | Linda Helterhoff  | P     | 26 novembre 1992 | Germania             |
| 11 | Liana Mesa        | S/O   | 26 dicembre 1977 | Cuba                 |
| 12 | Anna Pogany       | L     | 21 luglio 1994   | Germania             |
| 14 | Lena Stigrot      | S     | 21 dicembre 1994 | Germania             |
| 15 | Jennifer Geerties | S     | 5 aprile 1994    | Germania             |
| 16 | Jenna Hagglund    | P     | 28 maggio 1989   | Stati Uniti          |

## 1. Volleyball-Club Wiesbaden
| N° | Nome                 | Ruolo | Data di nascita  | Nazionalità sportiva |
| -- | -------------------- | ----- | ---------------- | -------------------- |
| -  | Andreas Vollmer      | All   | 30 luglio 1966   | Germania             |
| 3  | Yuki Shoji           | C     | 19 novembre 1981 | Giappone             |
| 4  | Tanja Großer         | S     | 27 novembre 1993 | Germania             |
| 5  | Martina Viestová     | P     | 21 maggio 1984   | Slovacchia           |
| 6  | Rebecca Schäperklaus | C     | 2 luglio 1992    | Germania             |
| 7  | Veronik Skorupka     | S     | 25 agosto 1988   | Polonia              |
| 8  | Julia Osterloh       | C     | 9 aprile 1986    | Germania             |
| 9  | Martina Boscoscuro   | L     | 2 settembre 1988 | Italia               |
| 10 | Kaisa Alanko         | P     | 3 gennaio 1993   | Finlandia            |
| 11 | Karine Muijlwijk     | S/O   | 16 febbraio 1988 | Paesi Bassi          |
| 12 | Ksenija Ivanović     | S     | 22 maggio 1986   | Montenegro           |
| 13 | Regina Burchardt     | S     | 1º luglio 1983   | Germania             |